# Olympische Sommerspiele 2012/Teilnehmer (Usbekistan)
| Gelbes Symbol für Goldmedaillen mit stilisierten Olympischen Ringen | Graues Symbol für Silbermedaillen mit stilisierten Olympischen Ringen | Braundes Symbol für Bronzemedaillen mit stilisierten Olympischen Ringen |
| ------------------------------------------------------------------- | --------------------------------------------------------------------- | ----------------------------------------------------------------------- |
| —                                                                   | —                                                                     | 3                                                                       |

Usbekistan nahm in London an den Olympischen Spielen 2012 mit insgesamt 53 Athleten teil. Es war die fünfte Teilnahme Usbekistans an Olympischen Sommerspielen.

## Medaillen

### Bronze
| Name           | Sportart     | Wettkampf         |
| -------------- | ------------ | ----------------- |
| Abbos Atoyev   | Boxen        | Männer bis 75 kg  |
| Rishod Sobirov | Judo         | Männer bis 60 kg  |
| Ivan Efremov   | Gewichtheben | Männer bis 105 kg |

Zwei Ringern wurden die gewonnenen Medaillen wegen Dopingvergehen wieder aberkannt: Artur Taymazov die Goldmedaille im Freistilringen bis 120 kg und Soslan Tigiyev die Bronzemedaille im Freistilringen bis 74 kg.

## Teilnehmer nach Sportarten

### Boxen
| Athleten               | Wettbewerb                    | 1. Runde                | 1. Runde              | Achtelfinale    | Achtelfinale          | Viertelfinale   | Viertelfinale          | Halbfinale    | Halbfinale            | Finale        | Finale        | Rang          |
| Athleten               | Wettbewerb                    | Gegner                  | Ergebnis              | Gegner          | Ergebnis              | Gegner          | Ergebnis               | Gegner        | Ergebnis              | Gegner        | Ergebnis      | Rang          |
| ---------------------- | ----------------------------- | ----------------------- | --------------------- | --------------- | --------------------- | --------------- | ---------------------- | ------------- | --------------------- | ------------- | ------------- | ------------- |
| Männer                 |                               |                         |                       |                 |                       |                 |                        |               |                       |               |               |               |
| Jasurbek Latipov       | Fliegengewicht bis 52 kg      | Freilos                 | Freilos               | H. Abdelaal     | 21:11 (6:4, 9:4, 6:3) | N. Tögstsogt    | 10:15 (5:4, 3:5, 2:6)  | ausgeschieden | ausgeschieden         | ausgeschieden | ausgeschieden | 5             |
| Orzubek Shaimov        | Bantamgewicht bis 56 kg       | Robenilson de Jesus     | 7:13 (1:4, 4:5, 2:4)  | ausgeschieden   | ausgeschieden         | ausgeschieden   | ausgeschieden          | ausgeschieden | ausgeschieden         | ausgeschieden | ausgeschieden | ausgeschieden |
| Fazliddin Gʻoibnazarov | Leichtgewicht bis 60 kg       | Yhyacinthe Mewoli Abdon | 11:6 (2:2, 5:2, 4:2)  | José Ramírez    | 15:11 (6:2, 6:3, 3:6) | Han Soon-chul   | 13:16 (5:7, 4:6, 4:3)  | ausgeschieden | ausgeschieden         | ausgeschieden | ausgeschieden | ausgeschieden |
| Oʻktamjon Raxmonov     | Leichtweltergewicht bis 64 kg | Anderson Rojas          | 16:10 (5:4, 5:4, 6:2) | Yakup Şener     | 16:8 (5:5, 7:1, 4:2)  | Roniel Iglesias | 15:21 (6:4, 4:12, 5:5) | ausgeschieden | ausgeschieden         | ausgeschieden | ausgeschieden | ausgeschieden |
| Abbos Atoyev           | Mittelgewicht bis 75 kg       | Badreddine Haddioui     | 11:9 (3:1, 5:4, 3:4)  | Bogdan Juratoni | 12:10 (6:4, 3:4, 3:2) | Vijender Kumar  | 17:13 (3:3, 7:5, 7:5)  | Ryōta Murata  | 12:13 (4:1, 4:4, 4:8) | –             | –             | Bronze        |
| Elshod Rasulov         | Leichtschwergewicht bis 81 kg | Freilos                 | Freilos               | Y. El-Mekachari | 13:6 (5:1, 3:2, 5:3)  | J. Mechonzew    | 15:19 (5:4, 5:6, 5:9)  | ausgeschieden | ausgeschieden         | ausgeschieden | ausgeschieden | ausgeschieden |

### Fechten
| Männer         |              |   |   |                |      |                  |      |               |               |               |               |               |               |               |               |               |               |               |
| Ruslan Kudayev | Degen Einzel | – | – | Park Kyoungdoo | 15:9 | Silvio Fernández | 3:15 | ausgeschieden | ausgeschieden | ausgeschieden | ausgeschieden | ausgeschieden | ausgeschieden | ausgeschieden | ausgeschieden | ausgeschieden | ausgeschieden | ausgeschieden |

### Gewichtheben
| Athleten           | Wettbewerb        | Reißen  | Reißen | Stoßen  | Stoßen | Zweikampf | Zweikampf | Rang |
| Athleten           | Wettbewerb        | Gewicht | Rang   | Gewicht | Rang   | Gewicht   | Rang      | Rang |
| ------------------ | ----------------- | ------- | ------ | ------- | ------ | --------- | --------- | ---- |
| Frauen             |                   |         |        |         |        |           |           |      |
| Marina Sisoyeva    | Klasse bis 48 kg  | DNF     | –      | –       | –      | –         | –         | –    |
| Männer             |                   |         |        |         |        |           |           |      |
| Ruslan Makarov     | Klasse bis 56 kg  | 117 kg  | 11     | –       | –      | –         | –         | –    |
| Bahrom Mendiboyev  | Klasse bis 69 kg  | DNF     | –      | –       | –      | –         | –         | –    |
| Sherzodjon Yusupov | Klasse bis 85 kg  | 155 kg  | 12     | 195 kg  | 13     | 350 kg    | 11        | 11   |
| Ivan Efremov       | Klasse bis 105 kg | 183 kg  | 6      | 218 kg  | 5      | 401 kg    | 5         | 5    |
| Ruslan Nurudinov   | Klasse bis 105 kg | 184 kg  | 4      | 220 kg  | 3      | 404 kg    | 4         | 4    |

### Judo
| Athleten             | Wettbewerb        | 1. Runde    | 1. Runde | 2. Runde     | 2. Runde | Achtelfinale  | Achtelfinale  | Viertelfinale    | Viertelfinale | Hoffnungsrunde Halbfinale | Hoffnungsrunde Halbfinale | Halbfinale     | Halbfinale    | Hoffnungsrunde Finale | Hoffnungsrunde Finale | Finale         | Finale        | Rang          |
| Athleten             | Wettbewerb        | Gegner      | Ergebnis | Gegner       | Ergebnis | Gegner        | Ergebnis      | Gegner           | Ergebnis      | Gegner                    | Ergebnis                  | Gegner         | Ergebnis      | Gegner                | Ergebnis              | Gegner         | Ergebnis      | Rang          |
| -------------------- | ----------------- | ----------- | -------- | ------------ | -------- | ------------- | ------------- | ---------------- | ------------- | ------------------------- | ------------------------- | -------------- | ------------- | --------------------- | --------------------- | -------------- | ------------- | ------------- |
| Männer               |                   |             |          |              |          |               |               |                  |               |                           |                           |                |               |                       |                       |                |               |               |
| Rishod Sobirov       | Klasse bis 60 kg  | Freilos     | Freilos  | L. Paischer  | 021-000  | J. Guédez     | 100-000       | Felipe Kitadai   | 100-000       | –                         | –                         | Arsen Galstjan | 000-001       | –                     | –                     | Sofiane Milous | 010-000       | Bronze        |
| Mirzohid Farmonov    | Klasse bis 66 kg  | Freilos     | Freilos  | A. Elkawiseh | 101-000  | Cho J.        | 000-001       | ausgeschieden    | ausgeschieden | ausgeschieden             | ausgeschieden             | ausgeschieden  | ausgeschieden | ausgeschieden         | ausgeschieden         | ausgeschieden  | ausgeschieden | ausgeschieden |
| Navroʻz Joʻraqobilov | Klasse bis 73 kg  | S. Dowabobo | 100-000  | N. Tritton   | 001-000  | R. Boqijew    | 000-100       | ausgeschieden    | ausgeschieden | ausgeschieden             | ausgeschieden             | ausgeschieden  | ausgeschieden | ausgeschieden         | ausgeschieden         | ausgeschieden  | ausgeschieden | ausgeschieden |
| Yahyo Imomov         | Klasse bis 81 kg  | Freilos     | Freilos  | J. Kim       | 000-001  | ausgeschieden | ausgeschieden | ausgeschieden    | ausgeschieden | ausgeschieden             | ausgeschieden             | ausgeschieden  | ausgeschieden | ausgeschieden         | ausgeschieden         | ausgeschieden  | ausgeschieden | ausgeschieden |
| Dilshod Choriyev     | Klasse bis 90 kg  | –           | –        | M. Nyman     | 010-001  | T. Madarász   | 001-000       | T. Camilo        | 000-001       | M. Nishiyama              | 001-001 (GS)              | ausgeschieden  | ausgeschieden | ausgeschieden         | ausgeschieden         | ausgeschieden  | ausgeschieden | ausgeschieden |
| Ramziddin Sayidov    | Klasse bis 100 kg | –           | –        | K. Vashkulat | 100-000  | O. Despaigne  | 102-010       | N. Tüwschinbajar | 000-100       | D. Peters                 | 001-020                   | ausgeschieden  | ausgeschieden | ausgeschieden         | ausgeschieden         | ausgeschieden  | ausgeschieden | ausgeschieden |

### Kanurennsport
| Athleten       | Wettbewerb | Vorlauf      | Vorlauf | Halbfinale   | Halbfinale | Finale        | Finale        | Rang          |
| Athleten       | Wettbewerb | Zeit         | Rang    | Zeit         | Rang       | Zeit          | Rang          | Rang          |
| -------------- | ---------- | ------------ | ------- | ------------ | ---------- | ------------- | ------------- | ------------- |
| Frauen         |            |              |         |              |            |               |               |               |
| Yuliya Borzova | K-1 200 m  | 44,872 s     | 24      | 44,426 s     | 24         | ausgeschieden | ausgeschieden | ausgeschieden |
| Yulia Borzova  | K-1 500 m  | 2:03,893 min | 23      | 2:00,584 min | 22         | ausgeschieden | ausgeschieden | ausgeschieden |
| Männer         |            |              |         |              |            |               |               |               |
| Vadim Menkov   | C-1 200 m  | 42,171 s     | 14      | 42,944 s     | 16         | 44,168 s      | 2             | 9             |
| Vadim Menkov   | C-1 1000 m | 4:05,895 min | 6       | 3:53,257 min | 7          | 3:49,255 min  | 4             | 4             |

### Leichtathletik
Laufen und Gehen 
| Athleten         | Wettbewerb   | Vorlauf | Vorlauf | Halbfinale    | Halbfinale    | Finale        | Finale        | Rang          |
| Athleten         | Wettbewerb   | Zeit    | Rang    | Zeit          | Rang          | Zeit          | Rang          | Rang          |
| ---------------- | ------------ | ------- | ------- | ------------- | ------------- | ------------- | ------------- | ------------- |
| Frauen           |              |         |         |               |               |               |               |               |
| Goʻzal Xubbiyeva | 100 m        | 11,22 s | 22      | ausgeschieden | ausgeschieden | ausgeschieden | ausgeschieden | ausgeschieden |
| Natalya Asanova  | 400 m Hürden | 58,05 s | 35      | ausgeschieden | ausgeschieden | ausgeschieden | ausgeschieden | ausgeschieden |
| Männer           |              |         |         |               |               |               |               |               |
| Artyom Dyatlov   | 400 m Hürden | 51,55 s | 42      | ausgeschieden | ausgeschieden | ausgeschieden | ausgeschieden | ausgeschieden |

 Springen und Werfen 
| Athleten               | Wettbewerb   | Qualifikation         | Qualifikation         | Finale        | Finale        | Rang          |
| Athleten               | Wettbewerb   | Weite/Höhe            | Rang                  | Weite/Höhe    | Rang          | Rang          |
| ---------------------- | ------------ | --------------------- | --------------------- | ------------- | ------------- | ------------- |
| Frauen                 |              |                       |                       |               |               |               |
| Anastasiya Juravlyeva  | Dreisprung   | 13,54 m               | 29                    | ausgeschieden | ausgeschieden | ausgeschieden |
| Aleksandra Kotlyarova  | Dreisprung   | 13,55 m               | 28                    | ausgeschieden | ausgeschieden | ausgeschieden |
| Nadiya Dusanova        | Hochsprung   | 1,85 m                | 20                    | ausgeschieden | ausgeschieden | ausgeschieden |
| Svetlana Radzivil      | Hochsprung   | 1,96 m                | 1                     | 1,97 m        | 7             | 7             |
| Yuliya Tarasova        | Weitsprung   | kein gültiger Versuch | kein gültiger Versuch | ausgeschieden | ausgeschieden | ausgeschieden |
| Yelena Smolyanova      | Kugelstoßen  | 14,43 m               | 30                    | ausgeschieden | ausgeschieden | ausgeschieden |
| Anastasiya Svechnikova | Speerwerfen  | 51,27 m               | 35                    | ausgeschieden | ausgeschieden | ausgeschieden |
| Männer                 |              |                       |                       |               |               |               |
| Suhrob Xoʻjayev        | Hammerwerfen | 65,88 m               | 38                    | ausgeschieden | ausgeschieden | ausgeschieden |
| Ivan Zaysev            | Speerwerfen  | 73,94 m               | 36                    | ausgeschieden | ausgeschieden | ausgeschieden |

 Mehrkampf 
| Athleten         | 100 m   | 100 m  | Weitsprung | Weitsprung | Kugelstoßen | Kugelstoßen | Hochsprung | Hochsprung | 400 m   | 400 m  | 110 m Hürden | 110 m Hürden | Diskuswerfen | Diskuswerfen | Stabhochsprung | Stabhochsprung | Speerwerfen | Speerwerfen | 1500 m      | 1500 m | Punkte | Rang |
| Athleten         | Zeit    | Punkte | Weite      | Punkte     | Weite       | Punkte      | Höhe       | Punkte     | Zeit    | Punkte | Zeit         | Punkte       | Weite        | Punkte       | Höhe           | Punkte         | Weite       | Punkte      | Zeit        | Punkte | Punkte | Rang |
| ---------------- | ------- | ------ | ---------- | ---------- | ----------- | ----------- | ---------- | ---------- | ------- | ------ | ------------ | ------------ | ------------ | ------------ | -------------- | -------------- | ----------- | ----------- | ----------- | ------ | ------ | ---- |
| Zehnkampf Männer |         |        |            |            |             |             |            |            |         |        |              |              |              |              |                |                |             |             |             |        |        |      |
| Rifat Ortiqov    | 11,37 s | 780    | 6,41 m     | 677        | 14,11 m     | 735         | 1,93 m     | 740        | 51,91 s | 729    | 14,74 s      | 881          | 43,53 m      | 737          | 4,40 m         | 731            | 56,62 m     | 687         | 5:09,52 min | 506    | 7203   | 26   |

### Radsport – Straße
| Athleten            | Wettbewerb    | Zeit      | Rang |
| ------------------- | ------------- | --------- | ---- |
| Männer              |               |           |      |
| Murodjon Xolmurodov | Straßenrennen | DNF       | DNF  |
| Sergey Lagutin      | Straßenrennen | 5:46:05 h | 5    |

### Ringen
| Athleten                         | Wettbewerb        | Qualifikation   | Qualifikation | Achtelfinale     | Achtelfinale  | Viertelfinale         | Viertelfinale | Halbfinale     | Halbfinale    | Hoffnungsrunde Viertelfinale | Hoffnungsrunde Viertelfinale | Hoffnungsrunde Halbfinale | Hoffnungsrunde Halbfinale | Hoffnungsrunde Finale | Hoffnungsrunde Finale | Finale                | Finale        | Rang          |
| Athleten                         | Wettbewerb        | Gegner          | Ergebnis      | Gegner           | Ergebnis      | Gegner                | Ergebnis      | Gegner         | Ergebnis      | Gegner                       | Ergebnis                     | Gegner                    | Ergebnis                  | Gegner                | Ergebnis              | Gegner                | Ergebnis      | Rang          |
| -------------------------------- | ----------------- | --------------- | ------------- | ---------------- | ------------- | --------------------- | ------------- | -------------- | ------------- | ---------------------------- | ---------------------------- | ------------------------- | ------------------------- | --------------------- | --------------------- | --------------------- | ------------- | ------------- |
| griechisch-römischer Stil Männer |                   |                 |               |                  |               |                       |               |                |               |                              |                              |                           |                           |                       |                       |                       |               |               |
| Elmurat Tasmuradov               | Klasse bis 55 kg  | Freilos         | Freilos       | Péter Módos      | 0-3           | ausgeschieden         | ausgeschieden | ausgeschieden  | ausgeschieden | ausgeschieden                | ausgeschieden                | ausgeschieden             | ausgeschieden             | ausgeschieden         | ausgeschieden         | ausgeschieden         | ausgeschieden | ausgeschieden |
| Moʻminjon Abdullayev             | Klasse bis 120 kg | Freilos         | Freilos       | Dremiel Byers    | 0-3           | ausgeschieden         | ausgeschieden | ausgeschieden  | ausgeschieden | ausgeschieden                | ausgeschieden                | ausgeschieden             | ausgeschieden             | ausgeschieden         | ausgeschieden         | ausgeschieden         | ausgeschieden | ausgeschieden |
| Freistil Männer                  |                   |                 |               |                  |               |                       |               |                |               |                              |                              |                           |                           |                       |                       |                       |               |               |
| Dilshod Mansurov                 | Klasse bis 55 kg  | Freilos         | Freilos       | Yang Kyong-il    | 1-3           | ausgeschieden         | ausgeschieden | ausgeschieden  | ausgeschieden | ausgeschieden                | ausgeschieden                | ausgeschieden             | ausgeschieden             | ausgeschieden         | ausgeschieden         | ausgeschieden         | ausgeschieden | ausgeschieden |
| Ixtiyor Navroʻzov                | Klasse bis 66 kg  | Freilos         | Freilos       | Otar Tushishvili | 3-1           | Sushil Kumar          | 1-3           | –              | –             | Ramazan Şahin                | 1-3                          | ausgeschieden             | ausgeschieden             | ausgeschieden         | ausgeschieden         | ausgeschieden         | ausgeschieden | ausgeschieden |
| Soslan Tigiyev                   | Klasse bis 74 kg  | Freilos         | Freilos       | Oleg Motsalin    | 3-0           | Sadegh Saeed Goudarzi | 1-3           | –              | –             | –                            | –                            | Kiril Tersiew             | 3-0                       | Gábor Hatos           | 3-0                   | –                     | –             | DSQ (Doping)  |
| Zaurbek Soxiyev                  | Klasse bis 84 kg  | Ibragim Aldatov | 0-3           | ausgeschieden    | ausgeschieden | ausgeschieden         | ausgeschieden | ausgeschieden  | ausgeschieden | ausgeschieden                | ausgeschieden                | ausgeschieden             | ausgeschieden             | ausgeschieden         | ausgeschieden         | ausgeschieden         | ausgeschieden | ausgeschieden |
| Kurban Kurbanov                  | Klasse bis 96 kg  | Freilos         | Freilos       | Jakob Varner     | 1-3           | –                     | –             | –              | –             | Khetag Pliev                 | 3-1                          | Giorgi Gogschelidse       | 1-3                       | ausgeschieden         | ausgeschieden         | ausgeschieden         | ausgeschieden | ausgeschieden |
| Artur Taymazov                   | Klasse bis 120 kg | Freilos         | Freilos       | Nick Matuhin     | 3-0           | Komeil Ghasemi        | 3-0           | Tervel Dlagnev | 5-0           | –                            | –                            | –                         | –                         | –                     | –                     | Dawit Modsmanaschwili | 3-0           | DSQ (Doping)  |

### Schießen
| Athleten        | Wettbewerb                          | Qualifikation   | Qualifikation | Finale          | Finale        | Ringe/ Scheiben | Rang          |
| Athleten        | Wettbewerb                          | Ringe/ Scheiben | Rang          | Ringe/ Scheiben | Rang          | Ringe/ Scheiben | Rang          |
| --------------- | ----------------------------------- | --------------- | ------------- | --------------- | ------------- | --------------- | ------------- |
| Frauen          |                                     |                 |               |                 |               |                 |               |
| Sakina Mamedova | Luftgewehr 10 m                     | 389             | 49            | ausgeschieden   | ausgeschieden | ausgeschieden   | ausgeschieden |
| Sakina Mamedova | Sportgewehr Dreistellungskampf 50 m | 578             | 22            | ausgeschieden   | ausgeschieden | ausgeschieden   | ausgeschieden |

### Schwimmen
| Athleten           | Wettbewerb   | Vorlauf     | Vorlauf | Halbfinale    | Halbfinale    | Finale        | Finale        | Rang          |
| Athleten           | Wettbewerb   | Zeit        | Rang    | Zeit          | Rang          | Zeit          | Rang          | Rang          |
| ------------------ | ------------ | ----------- | ------- | ------------- | ------------- | ------------- | ------------- | ------------- |
| Frauen             |              |             |         |               |               |               |               |               |
| Raʼnohon Omonova   | 200 m Lagen  | 2:15,37 min | 25      | ausgeschieden | ausgeschieden | ausgeschieden | ausgeschieden | ausgeschieden |
| Yulduz Qoʻchqorova | 200 m Rücken | 2:18,60 min | 37      | ausgeschieden | ausgeschieden | ausgeschieden | ausgeschieden | ausgeschieden |

### Taekwondo
| Athleten         | Wettbewerb        | Achtelfinale         | Achtelfinale                  | Viertelfinale | Viertelfinale | Halbfinale    | Halbfinale    | Hoffnungsrunde Halbfinale | Hoffnungsrunde Halbfinale | Hoffnungsrunde Finale | Hoffnungsrunde Finale | Finale        | Finale        | Rang          |
| Athleten         | Wettbewerb        | Gegner               | Ergebnis                      | Gegner        | Ergebnis      | Gegner        | Ergebnis      | Gegner                    | Ergebnis                  | Gegner                | Ergebnis              | Gegner        | Ergebnis      |               |
| ---------------- | ----------------- | -------------------- | ----------------------------- | ------------- | ------------- | ------------- | ------------- | ------------------------- | ------------------------- | --------------------- | --------------------- | ------------- | ------------- | ------------- |
| Frauen           |                   |                      |                               |               |               |               |               |                           |                           |                       |                       |               |               |               |
| Natalya Mamatova | Klasse über 67 kg | Anne-Caroline Graffe | 9:17 (5:7, 5:4, 0:6)          | –             | –             | –             | –             | Lee In-Jong               | 1:8 (0:0, 1:3, 0:5)       | ausgeschieden         | ausgeschieden         | ausgeschieden | ausgeschieden | ausgeschieden |
| Männer           |                   |                      |                               |               |               |               |               |                           |                           |                       |                       |               |               |               |
| Dmitriy Kim      | Klasse bis 68 kg  | Diogo da Silva       | 2:3 (SD) (0:0, 2:1, 0:1, 0:1) | ausgeschieden | ausgeschieden | ausgeschieden | ausgeschieden | ausgeschieden             | ausgeschieden             | ausgeschieden         | ausgeschieden         | ausgeschieden | ausgeschieden | ausgeschieden |
| Akmal Irgashev   | Klasse über 80 kg | Daba Modibo Keïta    | 4:13 (1:0, 1:4, 2:9)          | ausgeschieden | ausgeschieden | ausgeschieden | ausgeschieden | ausgeschieden             | ausgeschieden             | ausgeschieden         | ausgeschieden         | ausgeschieden | ausgeschieden | ausgeschieden |

### Tennis
| Athleten      | Wettbewerb | 1. Runde          | 1. Runde  | 2. Runde      | 2. Runde        | Achtelfinale  | Achtelfinale | Viertelfinale | Viertelfinale | Halbfinale    | Halbfinale    | Finale        | Finale        |
| Athleten      | Wettbewerb | Gegner            | Ergebnis  | Gegner        | Ergebnis        | Gegner        | Ergebnis     | Gegner        | Ergebnis      | Gegner        | Ergebnis      | Gegner        | Ergebnis      |
| ------------- | ---------- | ----------------- | --------- | ------------- | --------------- | ------------- | ------------ | ------------- | ------------- | ------------- | ------------- | ------------- | ------------- |
| Männer        |            |                   |           |               |                 |               |              |               |               |               |               |               |               |
| Denis Istomin | Einzel     | Fernando Verdasco | 6:4, 7:69 | Gilles Müller | 64:7, 7:63, 7:5 | Roger Federer | 5:7, 3:6     | ausgeschieden | ausgeschieden | ausgeschieden | ausgeschieden | ausgeschieden | ausgeschieden |

### Turnen

#### Trampolinturnen
| Athleten         | Wettbewerb | Qualifikation | Qualifikation | Finale        | Finale        | Rang          |
| Athleten         | Wettbewerb | Punkte        | Rang          | Punkte        | Rang          | Rang          |
| ---------------- | ---------- | ------------- | ------------- | ------------- | ------------- | ------------- |
| Frauen           |            |               |               |               |               |               |
| Yekaterina Xilko | Einzel     | 99,290        | 12            | ausgeschieden | ausgeschieden | ausgeschieden |

#### Rhythmische Sportgymnastik
| Athletinnen      | Wettbewerb       | Qualifikation | Qualifikation | Finale        | Finale        | Rang          |
| Athletinnen      | Wettbewerb       | Punkte        | Rang          | Punkte        | Rang          | Rang          |
| ---------------- | ---------------- | ------------- | ------------- | ------------- | ------------- | ------------- |
| Frauen           |                  |               |               |               |               |               |
| Ulyana Trofimova | Mehrkampf Einzel | 97,350        | 20            | ausgeschieden | ausgeschieden | ausgeschieden |